# Kozloveț, Veliko Tărnovo
Kozloveț (în bulgară Козловец) este un sat în comuna Sviștov, regiunea Veliko Tărnovo,  Bulgaria. 

## Demografie
Componența etnică a satului Kozloveț
     Bulgari (98,1%)
     Nicio identificare (1,13%)
     Altele (1,05%)
La recensământul din 2011, populația satului Kozloveț era de 1.322 locuitori. Din punct de vedere etnic, majoritatea locuitorilor (98,1%) erau bulgari. Pentru 1,13% din locuitori nu este cunoscută apartenența etnică.